# DISCO NIGHT NIPPON
『DISCO NIGHT NIPPON』（ディスコナイトニッポン）はニッポン放送で2013年10月5日から2014年3月29日まで放送されていたラジオの音楽番組。録音放送。

## 概要
世の中のディスコサウンドの中から選曲して送る音楽番組。

## パーソナリティ
- DJ OSSHY（押阪雅彦）

## 放送時間
- 毎週土曜 20:20-20:40